# Stazione di Zugo
La stazione di Zugo (in tedesco Zug) è la principale stazione ferroviaria a servizio dell'omonima città svizzera. È gestita dalle Ferrovie Federali Svizzere.

## Storia
La prima stazione ferroviaria di Zugo fu costruita nel 1864 su progetto dell'architetto Jakob Friedrich Wanner (autore anche delle stazioni di Aarau, Frauenfeld, Winterthur, Turgi, Sciaffusa e Zurigo HB). 
Stazione di testa situata in quella che poi sarebbe diventata Bundesplatz, con l'apertura della linea che da Thalwil porta verso Arth-Goldau (e il Gottardo) si decise di ricostruire la stazione più a nord: nel 1897 venne costruita una nuova stazione passante, mentre l'edificio di quella vecchia fu smantellato e ricostruito nella stazione di Zurigo Wollishofen; l'edificio di stazione venne sostituito da uno nuovo nel 2003.